# (11478) 1985 CD
(11478) 1985 CD là một tiểu hành tinh vành đai chính. Nó được phát hiện bởi Kenzo Suzuki và Takeshi Urata in the city của Toyota, Aichi, Nhật Bản, ngày 14 tháng 2 năm 1985.